# Martin Horčička-Sinapinus
Martin Horčička-Sinapinus byl humanistický učenec působící v Olomouci, veřejný notář, olomoucký kanovník, mistr olomoucké městské školy u svatého Mořice a snad i její rektor. Podílel se na založení společnosti Sodalitas Maeierhofiana (též Sodalitas Marcomannica).
Narodil se zřejmě kolem roku 1470 a jeho nevlastní otec, Matěj Horčička, byl hajným v Grygově. Matěj později zemřel a Sinapinova matka Dorota se potřetí vdala, za Jiřího, který byl pak psán také jako Horčička. Martin Horčička studoval v Krakově, kde roku 1489 získal bakalářský titul, roku 1491 pak titul magisterský. V těchto letech na Krakovské univerzitě působil také významný humanista Conrad Celtis, který Horčičku ovlivnil a přivedl k založení olomoucké Sodalitas Maierhofiana roku 1502. V dochovaném listu určeném Celtisovi nazývá Sinapinus společnost „combibonibus Maierhovianis“, což naznačuje, že kromě humanistické činnosti se sodalité věnovali také společnému popíjení. Horčička-Sinapinus pravděpodobně dosáhl olomouckého kanonikátu roku 1495 a v roce 1501 je zmiňován také jako brněnský kanovník. V roce 1504 pozval Horčička do Olomouce na pozici svatomořického rektora Marka Rustinimica (Bauerfeinda), Celtisova přítele. Byl vyhlášeným kazatelem.
Pod vlivem „markomanské horečky“, kdy došlo ke ztotožnění Moravy a území Markomanů, se Horčička-Sinapinus věnoval renesančnímu sběratelství a podle vlastních slov shromažďoval nalezené starožitné předměty „jako mravenec“. Roku 1505 poslal svému učiteli Celtisovi stříbrný peníz nalezený poblíž Svitav s mnoha dalšími ve velké nádobě zpodobňující lva či gryfa. Horčička zemřel 20. května 1510, když mu bylo kolem čtyřiceti let. Smrt agilního autora byla pro sodalitu těžkou ranou. Na jeho náhrobku bylo uvedeno: „Martinus Sinapinus, canonicus Olomucensis et Concionator huius ecclesiae insignis.“
Historik Karl Wotke v roce 1899 chybně přepsal ze seznamu kanovníku
„canonicum“ jako „Pannonicum“, což později vedlo k poměrně rozšířenému omylu, kdy byl Horčičkův původ hledán v Panonii. Historik Franz Babinger pak dokonce četl Sinapiovo jméno jako Senft. Humanistu Sinapina s Martinem Horčičkou ovšem ztotožnil Vincenc Prasek na základě studia pramenů již v roce 1902.